# Heinrich Urban
Heinrich Urban (Berlín, 27 d'agost, 1837 - Idem. 24 de novembre, 1901), va ser un compositor, violinista i professor de música alemany.

## Biografia
De petit, Urban va cantar en la corda d'alt al Cor de la Catedral Reial i més tard fou membre de la Capella Reial. Va estudiar a Berlín amb Hubert Ries, Ferdinand Laub, Friedrich Kiel i també amb el director musical de la catedral de Halberstadt Richard Hellmann i va completar la seva formació a París. La seva composició més destacada va ser el poema simfònic El flautista de Hamelín. També va compondre diverses obertures (Fiesco, Sheherezade, To a Carnival Game), una òpera (Konradin), una simfonia (Primavera), un concert per a violí, obres de música de cambra i cançons. Des de 1881 va ensenyar a l'Acadèmia Kullak. Els seus alumnes van incloure, entre d'altres: la clavecinista Wanda Landowska, els pianistes Ignacy Jan Paderewski i Józef Hofmann així com els compositors Mieczysław Karłowicz, Maurice Arnold Strothotte, Felicjan Szopski, Friedrich Niggli, Max Marschalk, Ernst Baeker i Cornélie van Oosterzee. El seu germà Friedrich Julius Urban també es va fer conegut com a compositor i professor de cant.